# Maladies du maïs
Liste non exhaustive de maladies affectant le maïs (Zea mays).

## Maladies bactériennes
| Maladies bactériennes                                                                                   | Agents pathogènes                                                                            |
| --- | -------------------------------------------------------------------------------------------- |
| Flétrissement bactérien des feuilles et pourriture de la tige                                           | Pseudomonas avenae subsp. avenae                                                             |
| Taches foliaires bactériennes                                                                           | Xanthomonas campestris pv. holcicola                                                         |
| Pourriture bactérienne de la tige                                                                       | Enterobacter dissolvens = Erwinia dissolvens                                                 |
| Pourriture bactérienne de la tige et du sommet                                                          | Erwinia carotovora subsp. carotovora Erwinia chrysanthemi pv. zeae                           |
| Raies bactériennes                                                                                      | Pseudomonas andropogonis                                                                     |
| Taches chocolat                                                                                         | Pseudomonas syringae pv. coronafaciens                                                       |
| Flétrissement bactérien de Goss (flétrissement et taches foliaire rousselées)                           | Clavibacter michiganensis subsp. nebraskensis = Corynebacterium michiganense pv. nebraskense |
| Taches bactériennes                                                                                     | Pseudomonas syringae pv. syringae van Hall                                                   |
| Pourriture des semences, fonte des semis                                                                | Bacillus subtilis                                                                            |
| Maladie de Stewart (flétrissement bactérien, nielle bactérienne, flétrissure de Stewart)                | Erwinia stewartii                                                                            |
| Rabougrissement du maïs (achapparramiento, rabougrissement du maïs de la Mesa Central ou du Rio Grande) | ''Spiroplasma kunkelii                                                                       |

## Maladies fongiques
| Maladies fongiques                                                                    | Agents pathogènes |
| ------------------------------------------------------------------------------------- | --- |
| Anthracnose foliaire Pourriture des tiges due à l'anthracnose Pourriture rouge        | Colletotrichum graminicola Glomerella graminicola [téléomorphe] Glomerella tucumanensis Glomerella falcatum [anamorphe] |
| Pourriture de l'épi par Aspergillus                                                   | Aspergillus flavus |
| Pourriture noire des grains                                                           | Lasiodiplodia theobromae = Botryodiplodia theobromae |
| Borde blanco (bordure blanche des feuilles)                                           | Marasmiellus sp. |
| Taches brunes Taches noires Pourriture de la tige                                     | Physoderma maydis |
| Pourriture des grains à Cephalosporium                                                | Acremonium strictum = Cephalosporium acremonium |
| Pourriture charbonneuse                                                               | Macrophomina phaseolina |
| Pourriture de l'épi à Corticium                                                       | Thanatephorus cucumeris = Corticium sasakii |
| Taches foliaires à Curvularia                                                         | Curvularia clavata Curvularia eragrostidis = Curvularia maculans Cochliobolus eragrostidis [téléomorphe] Curvularia inaequalis Curvularia intermedia Cochliobolus intermedius [téléomorphe] Curvularia lunata Cochliobolus lunatus [téléomorphe] Curvularia pallescens Cochliobolus pallescens [téléomorphe] Curvularia senegalensis Curvularia tuberculata Cochliobolus tuberculatus [téléomorphe] |
| Taches foliaires à Didymella                                                          | Didymella exitalis |
| Pourriture de l'épi et de la tige à Diplodia                                          | Diplodia frumenti Botryosphaeria festucae [téléomorphe] |
| Pourriture de l'épi à Diplodia                                                        | Diplodia maydis |
| Taches ou striures des feuilles à Diplodia                                            | Stenocarpella macrospora = Diplodia macrospora |
| Mildious duveteux                                                                     | |
| Mildiou duveteux des rayures brunes                                                   | Sclerophthora rayssiae |
| Mildiou duveteux des épis verts Mildiou duveteux à Graminicola                        | Sclerospora graminicola |
| Mildiou duveteux de Java                                                              | Peronosclerospora maydis = Sclerospora maydis |
| Mildiou duveteux des Philippines                                                      | Peronosclerospora philippinensis = Sclerospora philippinensis |
| Mildiou duveteux du Sorgho                                                            | Peronosclerospora sorghi = Sclerospora sorghi |
| Mildiou duveteux spontané                                                             | Peronosclerospora spontanea = Sclerospora spontanea |
| Mildiou duveteux de la canne à sucre                                                  | Peronosclerospora sacchari = Sclerospora sacchari |
| ...                                                                                   | |
| Pourriture de l'épi et de la rafle                                                    | Nigrospora oryzae Khuskia oryzae [téléomorphe |
| Pourritures de l'épi (mineures)                                                       | Alternaria alternata = Alternaria tenuis Aspergillus glaucus Aspergillus niger Aspergillus spp. Botrytis cinerea Botryotinia fuckeliana [téléomorphe] Cunninghamella sp. Curvularia pallescens Doratomyces stemonitis = Cephalotrichum stemonitis Fusarium culmorum Gonatobotrys simplex Pithomyces maydicus Rhizopus microsporus Rhizopus stolonifer = Rhizopus nigricans Scopulariopsis brumptii |
| Ergot du maïs Dent de cheval                                                          | Claviceps gigantea Sphacelia sp. [anamorphe] |
| Kabatiellose du maïs                                                                  | Aureobasidium zeae = Kabatiella zeae |
| Fusariose, pourriture de l'épi et de la tige à Fusarium                               | Fusarium subglutinans = Fusarium moniliforme |
| Pourriture des grains, de la tige et des racines à Fusarium                           | Fusarium moniliforme Gibberella fujikuroi [téléomorphe] |
| Fusariose de la tige du maïs Fonte des semis                                          | Fusarium avenaceum Gibberella avenacea [téléomorphe] |
| Fusariose de l'épi et de la tige                                                      | Gibberella zeae Fusarium graminearum [anamorphe] |
| Pourriture grise de l'épi                                                             | Botryosphaeria zeae = Physalospora zeae Macrophoma zeae [anamorphe] |
| Maladie des taches grises Cercosporiose du maïs                                       | Cercospora sorghi = Cercospora sorghi Cercospora zeae-maydis |
| Helminthosporiose du sorgho                                                           | Exserohilum pedicellatum = Helminthosporium pedicellatum Setosphaeria pedicellata [téléomorphe] |
| Pourriture de l'épi à Hormodendrum Pourriture à Cladosporium                          | Cladosporium cladosporioides = Hormodendrum cladosporioides Cladosporium herbarum Mycosphaerella tassiana [téléomorphe] |
| Taches folaires à Hyalothyridium                                                      | Hyalothyridium maydis |
| Flétrissement tardif                                                                  | Cephalosporium maydis |
| Taches foliaires (mineures)                                                           | Alternaria alternata Ascochyta maydis Ascochyta tritici Ascochyta zeicola Bipolaris victoriae = Helminthosporium victoriae Cochliobolus victoriae [téléomorphe] Cochliobolus sativus Bipolaris sorokiniana [anamorphe] = Helminthosporium sorokinianum = H. sativum Epicoccum nigrum Exserohilum prolatum = Drechslera prolata Setosphaeria prolata [téléomorphe] Graphium penicillioides Leptosphaeria maydis Leptothyrium zeae Ophiosphaerella herpotricha Scolecosporiella sp. [anamorphe] Paraphaeosphaeria michotii Phoma sp. Septoria zeae Septoria zeicola Septoria zeina |
| Brûlure septentrionale des feuilles Helminthosporiose du Nord du maïs                 | Setosphaeria turcica Exserohilum turcicum [anamorphe] = Helminthosporium turcicum |
| Taches foliaires du Nord du maïs Pourriture de l'épi à Helminthosporium (race 1)      | Cochliobolus carbonum Bipolaris zeicola [anamorphe] = Helminthosporium carbonum |
| Pourriture de l'épi à Penicillium moisissure bleue                                    | Penicillium spp. Penicillium chrysogenum Penicillium expansum Penicillium oxalicum |
| Pourriture de la tige et des racines à Phaeocytostroma                                | Phaeocytostroma ambiguum = Phaeocytosporella zeae |
| Taches foliaires à Phaeosphaeria                                                      | Phaeosphaeria maydis = Sphaerulina maydis |
| Pourriture de l'épi à Physalospora                                                    | Botryosphaeria festucae = Physalospora zeicola Diplodia frumenti [anamorphe] |
| Pourriture de la tige et des racines à Pyrenochaeta                                   | Phoma terrestris = Pyrenochaeta terrestris |
| Piétin (pourriture des racines)                                                       | Pythium spp. Pythium arrhenomanes Pythium graminicola |
| Piétin (pourriture de la tige)                                                        | Pythium aphanidermatum = Pythium butleri |
| Maladie des grains rouges moisissure de l'épi, pourriture des graines et des feuilles | Epicoccum nigrum |
| Pourriture de l'épi à Rhizoctonia Sclérotinose                                        | Rhizoctonia zeae Waitea circinata [téléomorphe] |
| Rhizoctone (pourriture des racines et de la tige)                                     | Rhizoctonia solani Rhizoctonia zeae |
| Pourritures des racines (mineures)                                                    | Alternaria alternata Cercospora sorghi Dictochaeta fertilis Fusarium acuminatum Gibberella acuminata [téléomorphe] Fusarium equiseti Gibberella intricans [téléomorphe] Fusarium oxysporum Fusarium pallidoroseum Fusarium poae Fusarium roseum Gibberella cyanogena Fusarium sulphureum [anamorphe] Microdochium bolleyi Mucor sp. Periconia circinata Phytophthora cactorum Phytophthora drechsleri Phytophthora nicotianae Rhizopus arrhizus |
| Taches foliaires à Rostratum Helminthosporium leaf disease, ear and stalk rot         | Setosphaeria rostrata = Helminthosporium rostratum |
| Rouille commune du maïs                                                               | Puccinia sorghi |
| Rouille américaine du maïs, rouille méridionale                                       | Puccinia polysora |
| Rouille tropicale du maïs                                                             | Physopella pallescens Physopella zeae = Angiopsora zeae |
| Pourriture de l'épi à Sclerotium                                                      | Sclerotium rolfsii Athelia rolfsii [téléomorphe] |
| Pourriture des semences, fonte des semis                                              | Bipolaris sorokiniana Bipolaris zeicola = Helminthosporium carbonum Diplodia maydis Exserohilum pedicillatum Exserohilum turcicum = Helminthosporium turcicum Fusarium avenaceum Fusarium culmorum Fusarium moniliforme Gibberella zeae Fusarium graminearum [anamorphe] Macrophomina phaseolina Penicillium spp. Phomopsis spp. Pythium spp. Rhizoctonia solani Rhizoctonia zeae Sclerotium rolfsii Spicaria spp. |
| Taches foliaires à Selenophoma                                                        | Selenophoma sp. |
| Pourriture de la gaine                                                                | Gaeumannomyces graminis |
| Pourriture de la spathe                                                               | Myrothecium gramineum |
| Moisissure de l'ensilage                                                              | Monascus purpureus Monascus ruber |
| Charbon du maïs                                                                       | Ustilago zeae = Ustilago maydis |
| Faux charbon                                                                          | Ustilaginoidea virens |
| Charbon des inflorescences                                                            | Sphacelothecia reiliana = Sporisorium holci-sorghi |
| Brûlure méridionale des feuilles Helminthosporiose du maïs                            | Cochliobolus heterostrophus Bipolaris maydis [anamorphe] = Helminthosporium maydis |
| Taches foliaires du Sud                                                               | Stenocarpella macrospora = Diplodia macrospora |
| Pourritures de la tige (mineures)                                                     | Cercospora sorghi Fusarium episphaeria Fusarium merismoides Fusarium oxysporum Fusarium poae Fusarium roseum Fusarium solani Nectria haematococca [téléomorphe] Fusarium tricinctum Mariannaea elegans Mucor spp. Rhopographus zeae Spicaria spp. |
| Pourriture de stockage du maïs et du blé                                              | Aspergillus spp. Penicillium spp. et autres champignons |
| Taches goudronneuses Brûlure jaune des feuilles                                       | Phyllachora maydis |
| Pourriture de l'épi et des racines à Trichoderma                                      | Trichoderma viride = Trichoderma lignorum Hypocrea sp. [téléomorphe] |
| Pourriture de l'épi et de la tige à Diplodia                                          | Stenocarpella maydis = Diplodia zeae |
| Taches foliaires zonées                                                               | Gloeocercospora sorghi |

## Maladies virales
| Maladies virales (virus et viroïdes)                                | Agents pathogènes |
| ------------------------------------------------------------------- | --- |
| Striure américaine du blé (mosaïque striée du blé)                  | Virus de la striure américaine du blé (AWSMV) |
| Mosaïque striée de l'orge                                           | virus de la mosaïque striée de l'orge (BSMV) |
| Jaunisse nanisante de l'orge                                        | Virus de la maunisse nanisante de l'orge (BYDV) |
| Mosaïque du brome                                                   | Virus de la mosaïque du brome (BMV) |
| Marbrure chlorotique des céréales                                   | Virus de la marbrure chlorotique des céréales (CCMoV) |
| Nécrose létale du maïs                                              | Complexe viral (virus de la marbrure chlorotique du maïs [MCMV] et virus de la mosaïque nanisante du maïs [MDMV] A ou B ou virus de la mosaïque striée du blé [WSMV]) |
| Mosaïque du concombre                                               | Virus de la mosaïque du concombre (CMV) |
| Mosaïque du sorgho d'Alep                                           | Virus de la mosaïque du sorgho d'Alep (JGMV) |
| Nanisme chlorotique du maïs                                         | Virus du nanisme chlorotique du maïs (MCDV) |
| Marbrure chlorotique du maïs                                        | Virus de la marbrure chlorotique du maïs (MCMV) |
| Mosaïque nanisante du maïs                                          | Virus de la mosaïque nanisante du maïs (MDMV), souches A, D, E et F                                                                                                   |
| Mouchetures foliaires du maïs                                       | Virus des mouchetures foliaires du maïs (MLFV) |
| Mosaïque du maïs (corn leaf stripe, enanismo rayado)                | Virus de la mosaïque du maïs (MMV) |
| Taches annulaire pellucides du maïs                                 | Virus des taches annulaire pellucides du maïs (MPRV) |
| Rayado fino du maïs (maladie des rayures fines)                     | Virus du rayado fino du maïs (MRFV) |
| Rayures rouges du maïs                                              | Virus des rayures rouges du maïs (MRSV) |
| Marbrure en anneaux du maïs                                         | Virus de la marbrure en anneaux du maïs (MRMV) |
| Nanisme rugueux du maïs                                             | Virus du nanisme rugueux du mais (MRDV) |
| Rabougrissement stérile du maïs                                     | Virus du rabougrissement stérile du maïs (souches du barley yellow striate virus)                                                                                     |
| Striure du maïs                                                     | Virus de la striure du maïs (MSV) |
| Rayures du maïs (rayures chlorotiques du maïs, hoja blanca du maïs) | Virus de la rayure du maïs |
| Avortement des barbes du maïs                                       | Maize tassel abortion virus (MTAV) |
| Énation nervaire du maïs                                            | Virus de l'énation nervaire du maïs (MVEV) |
|                                                                     | Virus de l'oreille de wallaby du maïs (MWEV) |
| Feuille blanche du maïs                                             | Virus de la feuille blanche du maïs |
| Mosaïque de la ligne blanche du maïs                                | Virus de la mosaïque de la ligne blanche du maïs (MWLMV) |
| Feuilles rouges du millet                                           | Virus des feuilles rouges du millet (MRLV) |
| Mosaïque des céréales du Nord                                       | Virus de la mosaïque des céréales du Nord (NCMV) |
| Pseudorosette de l'avoine (zakuklivanie)                            | Virus de la pseudorosette de l'avoine |
| Nanisme stérile de l'avoine                                         | Virus du nanisme stérile de l'avoine (OSDV) |
| Striure noire du riz                                                | Virus de la striure noire du riz (RBSDV) |
| Striure du riz                                                      | Virus de la striure du riz (RSV) |
| Mosaïque du sorgho                                                  | Virus de la mosaïque du sorgho (SrMV), ex virus de la mosaïque de la canne à sucre (SCMV) souches H, I et M                                                           |
| Maladie de Fidji de la canne à sucre                                | Virus de la maladie de Fidji de la canne à sucre (FDV) |
| Mosaïque de la canne à sucre                                        | Virus de la mosaïque de la canne à sucre (SCMV) souches A, B, D, E, SC, BC, Sabi et MB (ex MDMV-B)                                                                    |
| Striures fines du maïs                                              | Virus des striures fines du maïs (MFSV, Maize fine streak gammanucleorhabdovirus)                                                                                     |